# Parasosibia
Parasosibia is een geslacht van Phasmatodea uit de familie Diapheromeridae. De wetenschappelijke naam van dit geslacht is voor het eerst geldig gepubliceerd in 1908 door Redtenbacher.

## Soorten
Het geslacht Parasosibia omvat de volgende soorten:
- Parasosibia ceylonica Redtenbacher, 1908
- Parasosibia descendens Redtenbacher, 1908
- Parasosibia incerta Redtenbacher, 1908
- Parasosibia inferior Redtenbacher, 1908
- Parasosibia maculata Redtenbacher, 1908
- Parasosibia microptera (Chen & He, 1997)
- Parasosibia parva Redtenbacher, 1908
- Parasosibia villosa Redtenbacher, 1908